# Andreas Wank
Pour les articles homonymes, voir Wank.
Andreas Wank, né le 18 février 1988 à Halle, est un sauteur à ski allemand. 

## Carrière
Il débute en Coupe du monde de saut à ski en 2004 et remporte son premier podium individuel (2e place) le 16 janvier 2010 à Sapporo (Japon), il retrouve les podiums ici même en janvier 2013 en terminant 3e. Il est le gagnant du Grand Prix d'été en 2012. Il est vice-champion du monde par équipes en 2013, à ce jour seule participation de Wank à des Championnats du monde. En 2014, il remporte le titre olympique par équipes alors qu'il avait remporté la médaille d'argent dans cette épreuve en 2010.

## Palmarès

### Jeux olympiques
| Épreuve / Édition | Vancouver 2010 | Sotchi 2014 |
| Petit tremplin    | —              | 10e         |
| Grand tremplin    | 28e            | —           |
| Par équipes       | Argent         | Or          |

### Championnats du monde
| Épreuve / Édition | Val di Fiemme 2013 |
| Individuel PT     | 9e                 |
| Individuel GT     | 11e                |
| Par équipes GT    | Argent             |

légende :
 PT: petit tremplin, GT : grand tremplin

### Championnats du monde de vol à ski
| Épreuve / Édition | Vikersund 2012 | Tauplitz 2016 |
| Individuel        | 17e            | 28e           |
| Par équipes       | Argent         |               |

### Coupe du monde
- Meilleur classement général : 19e en 2016.
- 2 podiums individuels dont une seconde place.
- 11 podiums par équipes dont 3 victoires.

 Dernière mise à jour le 23 février 2016 

#### Différents classements en Coupe du monde
| Année     | Classement général final |
| 2006-2007 | 87e                      |
| 2007-2008 | 71e                      |
| 2008-2009 | 59e                      |
| 2009-2010 | 21e                      |
| 2010-2011 | 64e                      |
| 2011-2012 | 22e                      |
| 2012-2013 | 28e                      |
| 2013-2014 | 34e                      |
| 2014-2015 | 51e                      |
| 2015-2016 | 19e                      |
| 2016-2017 | 35e                      |

### Championnats du monde juniors
En 2008 à Zakopane (Pologne), il gagne la médaille d'or en individuel et la médaille d'or par équipes.